# Gilles Fabre
Gilles Fabre (Blâmont, 7 de octubre de 1933 – Repaix, 19 de agosto de 2007) fue un pintor francés.

## Biography
En 1950, aprobó el examen de ingreso en la Escuela Nacional de Arte y Diseño de Nancy. Posteriormente, cursó estudios en la Escuela Nacional de Artes Decorativas de París, antes de iniciar su carrera en publicidad. En noviembre de 1966, presentó su primera exposición individual en la Maison des Jeunes et de la Culture de Saint-Cloud. De 1993, fue miembro de la Académie de Stanislas y fue nombrado presidente en 1999. Recibió la Orden de las Artes y las Letras en 1990. 